# Maserati Biturbo
A Maserati Biturbo era uma família de grandes tourers executivos produzidos pela fabricante de automóveis italiana Maserati entre 1981 e 1994. O Biturbo original era uma de duas portas, quatro lugares notchback coupé (de dimensões um pouco menores do que o BMW Série 3 do tempo) apresentando, como o nome indica, um de dois litros V6 com dois turbocompressores e um interior luxuoso.
O carro foi projetado por Pierangelo Andreani, chefe do Centro Stile Maserati até 1981, um pouco influenciado pelo projeto do então recente Quattroporte III (escrito por Italdesign Giugiaro).
Todos os modelos Maserati introduzidos desde o início do Biturbo em 1981 até 1997 foram baseados na arquitetura original do Biturbo, incluindo os grandes tourers como o Shamal e o Ghibli II. O Barchetta, apesar de ter um layout diferente, usou uma versão final do motor Biturbo V6.

## História
Quando Alejandro de Tomaso adquiriu a Maserati em 1976, ele tinha planos ambiciosos para a marca. Seu plano era combinar o prestígio da marca Maserati com um carro esportivo que fosse mais acessível, substituindo os modelos mais caros que tradicionalmente compunham a linha Maserati, como os Bora e Khamsin, que foram desenvolvidos sob a propriedade da Citroën.
O Biturbo foi inicialmente um vendedor forte e trouxe prestígio italiano para um público amplo, com vendas de cerca de 40.000 unidades. Os números de vendas caíram nos anos subsequentes. De Tomaso também usou outra de suas empresas, a Innocenti, para produzir painéis de carroceria do carro e também para fornecer a montagem final. De Tomaso depois vendeu Maserati para a Fiat quando ele sofreu perdas que agruparam a empresa com sua antiga rival Ferrari.
O Biturbo é o número 28 no livro Crap Cars da BBC e em 2007 foi escolhido pela Time como pior carro do ano de 1984, embora classificada como a Chrysler TC pela Maserati como um 'maior ignomínia'.
O Biturbo competiu sem sucesso no British Touring Car Championship no final dos anos 80, no European Touring Car Championship e no World Touring Car Championship (1987).

### Primeiro restyling de Gandini
Entre 1987 e 1989, um facelift projetado por Marcello Gandini foi introduzido gradualmente, o que ajudou a suavizar as bodegas afiadas presentes no projeto original. Estas mudanças primeiro encontraram o caminho para o 1987 430. O redesenho incluiu uma grade mais alta e mais arredondada com grade e capota de malha, espelhos aerodinâmicos e rodas de liga de 15 polegadas em forma de disco, agora montadas em cubos de 5 pinos. Alguns modelos receberam os para-choques envolventes com faróis de neblina integrados e as soleiras profundas introduzidas com o 2.24v no início de 1989. Upgrades mecânicos vistos pela primeira vez no 2.24v também começaram a filtrar através da gama Biturbo no início de 1989, incluindo melhorias na suspensão e direção hidráulica, bem como freios a disco frontais ventilados.

### O segundo redesenho de Gandini

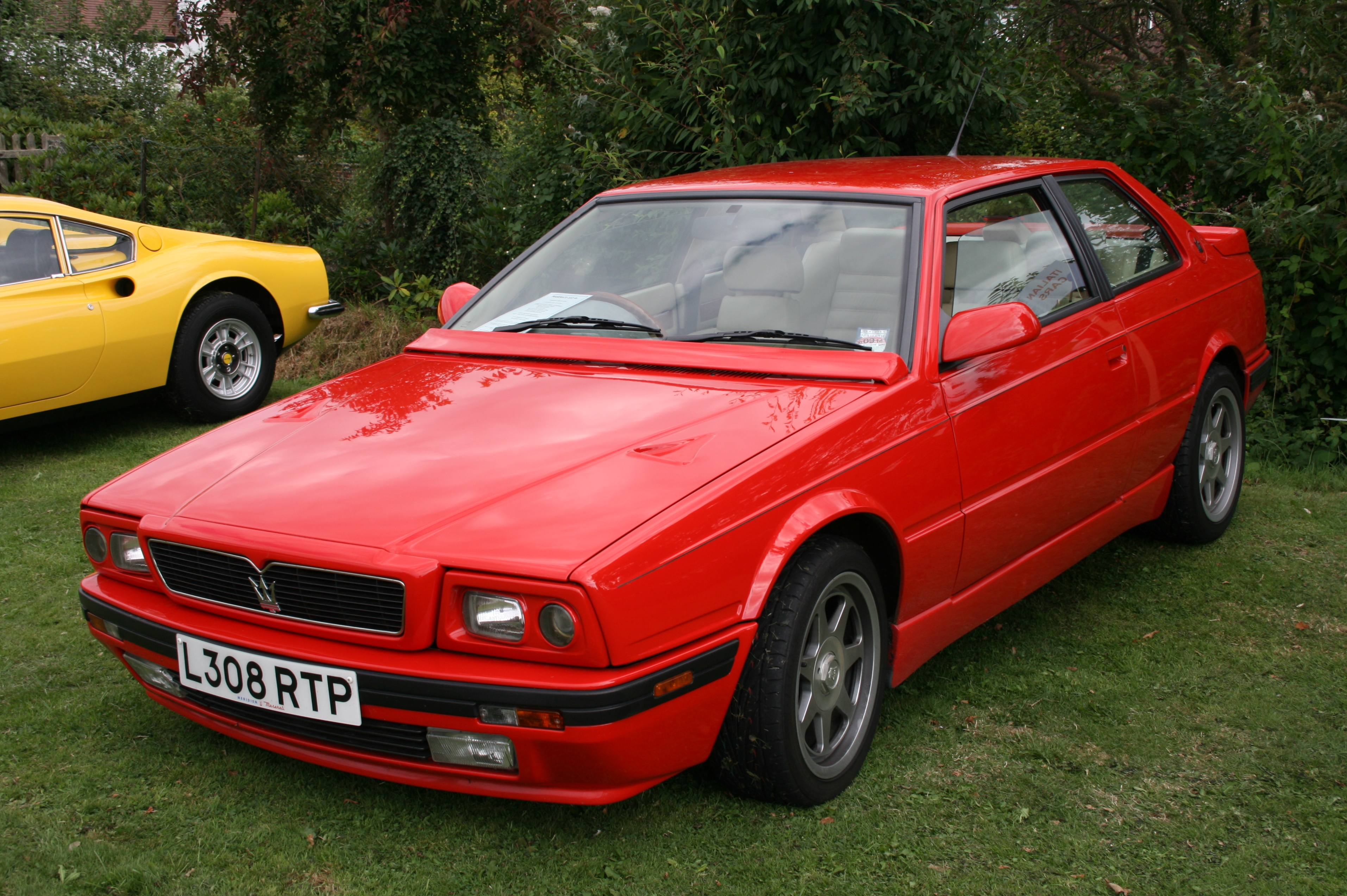
Maserati Biturbo (1991 Facelift)

Em 1991, toda a programação foi reestilizada pela segunda vez, novamente pela mão de Marcello Gandini; os recursos de design introduzidos com o Shamal foram distribuídos para os outros modelos. Gandini desenvolveu um kit aerodinâmico que incluía um spoiler exclusivo na base do pára-brisa, escondendo os limpadores de pára-brisa, um spoiler traseiro e saias laterais. Os novos faróis de dois elementos usavam projetores poli-elipsoidais desenvolvidos pela Magneti-Marelli. Inseridas nas caixas da cor da carroçaria, elas flanqueavam uma grade reprojetada, mais fina e integrada no capô; os pára-choques de 1988 foram adotados por todos os modelos. As ligas em forma de isc de 15 polegadas foram substituídas por novas rodas de sete raios de 16 polegadas, com uma calota projetada para se parecer com uma porca de bloqueio central. O segundo facelift foi referido como nuovolook.[carece de fontes?]